# Хаттон, Лен
Лен (Леонард) Хаттон (англ. Len (Leonard) Hutton) (23 июня 1916 — 6 сентября 1990) — английский крикетист.
Был капитаном сборной Англии в 23 матчах (1952 — 1956 гг.) и первым капитаном профессиональной сборной. В 1938 году на стадионе «Овал» в матче против Австралии заработал 364 очка, что на тот момент было мировым рекордом. Рекорд продержался 20 лет, в 1958 году он был побит Гарри Соуберсом .
Во время Второй мировой войны в 1941 году Хаттон в школе подготовки командос повредил левую руку так сильно, что понадобилось три операции, для того, чтобы восстановить её деятельность. Он находился в больнице на протяжении восьми месяцев, перед тем как был окончательно выписан, его левая рука была ослаблена и приблизительно на 5 см короче правой. Тем не менее, настойчиво тренируясь, ему удалось вернуться в большой спорт, и даже стать капитаном сборной Англии.
В 1953 году снялся в спортивной кинокомедии «The Final Test».
Получил титул рыцаря за заслуги в области спорта в 1956 году.